# Leandro Cunha
Leandro Leme da Cunha (São José dos Campos, 13 oktober 1980) is een voormalig internationaal topjudoka uit Brazilië, die zijn vaderland vertegenwoordigde bij de Olympische Spelen in 2012 (Londen). Een jaar eerder won hij de gouden medaille bij de Pan-Amerikaanse Spelen in Guadalajara, waar hij in de finale afrekende met de Amerikaan Kenneth Hashimoto.

## Erelijst

### Wereldkampioenschappen
- – 2010 Tokio, Japan (– 66 kg)
- – 2011 Parijs, Frankrijk (– 66 kg)

### Pan-Amerikaanse Spelen
- – 2011 Guadalajara, Mexico (– 66 kg)

### Pan-Amerikaanse kampioenschappen
- – 2004 Isla Margarita, Venezuela (– 66 kg)
- – 2006 Buenos Aires, Argentinië (– 66 kg)
- – 2007 Montreal, Canada (– 66 kg)
- – 2010 San Salvador, El Salvador (– 66 kg)
- – 2011 Guadalajara, Mexico (– 66 kg)
- – 2012 Montreal, Canada (– 66 kg)